# Лицанело
Лицанѐло (на италиански: Lizzanello) е град и община в Южна Италия, провинция Лече, регион Пулия. Разположен е на 45 m надморска височина. Населението на общината е 11 856 души (към 2011 г.).